# Itzstedt
Itzstedt település Németországban, Schleswig-Holstein tartományban. Lakosainak száma 2523 fő (2023. december 31.).

## Népesség
A település népességének változása:
| Lakosok száma | 912  | 2348 | 2329 | 2488 | 2549 | 2523 |
|               | 1975 | 2017 | 2019 | 2021 | 2022 | 2023 |